# Aktive Optik

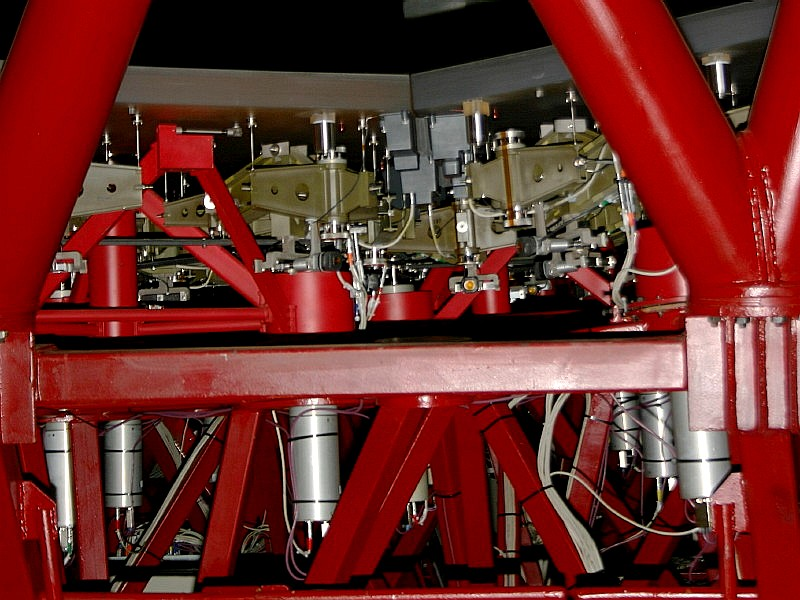
Aktoren der aktiven Optik des Gran Telescopio Canarias.

Die aktive Optik wird bei Spiegelteleskopen eingesetzt, um die Spiegelkrümmung auszugleichen, die beim Schwenken des Teleskops entsteht.
In der Astronomie werden Spiegelteleskope mit immer größeren Hauptspiegeln gebaut, um die lichtsammelnde Wirkung und das Auflösungsvermögen zu steigern. Dabei kommen vor allem Glaskeramiken (z. B. Zerodur der Firma Schott AG, Mainz) zum Einsatz, da diese einen sehr kleinen Wärmeausdehnungskoeffizienten besitzen. Aus Gewichtsgründen werden die Spiegel möglichst dünn gebaut. Dadurch verlieren sie aber an Steifigkeit, und beim Schwenken verbiegen sie sich durch ihr eigenes Gewicht, was Abbildungsfehler hervorruft.
Um diese Abbildungsfehler zu korrigieren, werden die Spiegel auf Aktoren gelagert. Über eine Regelungseinheit werden Ist- und Soll-Geometrie des Spiegels verglichen, und über die Aktoren kann eine Verformung des Spiegels gegebenenfalls ausgeglichen werden.
Die aktive Optik wurde 1989 zuerst beim New Technology Telescope der ESO eingesetzt, 1992 folgte Keck-1. Die vier Teleskope des Very Large Telescope (VLT), das Large Binocular Telescope (LBT) und das Gran Telescopio Canarias verwenden diese Technik ebenso.
Während die aktive Optik langsame mechanische Einflüsse des Teleskops ausgleicht, reduziert die adaptive Optik die sich schnell ändernden störenden Einflüsse der Atmosphäre.
Typischerweise wird mit einem Shack-Hartmann-Sensor die Wellenfront vermessen und dann bei der aktiven Optik der Hauptspiegel, bei der adaptiven Optik ein kleinerer Hilfsspiegel im Strahlengang zur Fehlerkorrektur verbogen.
Bei der langsamen aktiven Optik sind die Stellglieder typischerweise motorisch oder hydraulisch verstellbare Auflagerpunkte.
Bei der ungleich schnelleren adaptiven Optik kommen dagegen typischerweise Piezoaktuatoren oder Schwingspulen-Aktuatoren zum Einsatz.